# Simetrični deseterac
Simetrični deseterac je stalan oblik u poeziji koji se ponavlja u velikom broju slučajeva. Simetrični deseterac ima utvrđenu metričku formu. Zove se još i „lirski deseterac“ i ima deset slogova. 
Cezura se javlja iza petog sloga, pa mu je šema (5 + 5). Redovna nenaglašenost je petog i desetog sloga. Svaki polustih mu se razdvaja na dve akcenatske celine: jednu dvosložnu i jednu trosložnu. Ima jampsku intonaciju-pomeranje akcenta za jedan slog unapred. Nema rime i astrofičan je.
Njegov stih je izrazito lirski. 
Javljao se u oblicima usmenog porekla. U pisano pesništvo dolazi sa romantizmom. 
Pisali su ga: Laza Kostić, Đura Jakšić,... 
Simetrični deseterac je i najčešći stih srpske stihovane drame u romantizmu.